# Dragon Age II
Dragon Age II (рус. Эпоха дракона 2) — компьютерная игра в жанре action/RPG, разработанная канадской студией BioWare. Издателем выступила американская компания Electronic Arts. Продолжение ролевой игры Dragon Age: Origins, которая вышла 3 ноября 2009 года и получила множество наград и высоких оценок от критиков и игровых изданий. Игра была выпущена для платформ: Microsoft Windows, Playstation 3 и Xbox 360 8 марта 2011 года, в Европе же релиз состоялся 11 марта.

## Сюжет
События игры происходят на протяжении 7 лет (с учётом пролога − 8) параллельно и после событий первой части — Начала. Главным персонажем является человек по фамилии Хоук — нищий беженец, который, спасаясь от Мора, вместе с семьёй бежит из Лотеринга в Вольную марку, где становится Защитником Киркволла.
Историю рассказывает друг Хоука — гном Варрик, которого допрашивает Искательница Истины Кассандра, явно заинтересованная в некоторых событиях из жизни Хоука. Из рассказа гнома становится известно, как Хоук стал героем, Защитником. Хоуку предстоит пресечь работорговлю, сразиться с кунари и разрешить конфликт между магами и храмовниками.
В игре Хоук посещает такие места мира Dragon Age, как Вольная Марка, окрестности Лотеринга, а также Глубинные Тропы.
Собственно, действие игры состоит из пролога, показывающего бегство из Лотеринга и прибытие в Киркволл, и трёх актов, каждый из которых описывает жизнь Хоука в Киркволле. Многие сюжетные линии и цепочки квестов проходят через все три части.
Первая часть происходит через год после прибытия и описывает подготовку к экспедиции на Глубинные тропы и саму экспедицию. Здесь Хоук знакомится со всеми спутниками. Вторая часть происходит через три года после первой и описывает конфликт с кунари. В третьей части Хоук, получивший титул Защитника Города, участвует в конфликте между магами и храмовниками Киркволла. Действие проходит ещё через три года (или через семь лет после прибытия в Киркволл).

## События «Dragon Age: Origins»
Игра позволяет загрузить сохранённые файлы первой части. Если же их нет, то игроку даётся выбор из трёх вариантов тех событий:
1. Страж-человек делает Алистера королём Ферелдена и лично убивает Архидемона, но остаётся в живых. Это вариант по умолчанию.
2. Юная долийка убеждает Алистера править с Анорой и героически погибает, убив Архидемона.
3. Страж-гном прогоняет Алистера и посылает Логэйна убить Архидемона, зная, что это верная погибель.

Так как действие «Dragon Age II» происходит в совершенно иной части Тедаса, то события первой части не сильно влияют на основной сюжет.

## Классы и специализации протагониста
Протагонисту даётся на выбор три класса, как и в предыдущей игре:
- воин
- маг
- разбойник

Однако разделение классов здесь более жёсткое, чем в первой части игровой серии. Так, например, воин не может пользоваться луком и парным оружием или надеть мантию мага, не приведя в соответствие свои личностные параметры.

### Отличия от Dragon Age: Origins
В отличие от своего приквела, Dragon Age: Origins, система классов претерпела некоторые изменения. Теперь, воин — специализируется на массовой атаке, при этом не используя должных умений. Маг же — специализируется на более мощных атаках, в отличие от Dragon Age: Origins. Разбойник — специализируется на дуэлях со своим противником, нанося ему мощные и смертоносные атаки.

## Загружаемый контент
Первые два дополнения и патч текстур высокого разрешения вышли одновременно с игрой и были доступны покупателям, оформившим предзаказы. Также доступны 18 разблокируемых предметов снаряжения.

### Принц в изгнании
Принц в изгнании (англ. The Exiled Prince) — первое загружаемое дополнение. Вышло одновременно с релизом игры. Дополнение расскажет о лучнике Себастьяне Вэле. За убийство его родных он поклялся отомстить и вернуть себе королевский титул. После завершения квестов этот персонаж станет со партийцем. Дополнение вышло одновременно с выходом игры и стало бесплатным для всех, кто сделал предзаказ.

### Чёрный магазин
Чёрный магазин (англ. Black Emporium) — дополнение, вышедшее одновременно с релизом игры, добавляющее в игру «Чёрный магазин», в котором хранится изменяющее облик игрока зеркало и свисток, призывающий боевого пса мабари во время игры, а также множество других артефактов.

### Набор предметов № 1
Данный набор включает в себя различные предметы брони, одежды, оружия и аксессуаров, которые могут использовать как Хоук, так и его спутники. Представлено три набора, по одному на каждый класс (каждый набор включает в себя по 3 предмета для Хоука и его спутников, оружие и набор доспехов):
- Набор мага. Эти памятные вещи Малкольма и Лиандры Хоуков ныне перешли к их детям. Разделите наследие и впишите свою главу в историю семейства Хоуков.
- Набор разбойника. Здесь собраны легендарные вещи самых отпетых мерзавцев, каких только знал мир Dragon Age. Можете гордиться своей причастностью к этим дерзким обманщикам и коварным убийцам, можете просто радоваться, что эти вещи, каковы бы ни были их прежние хозяева, теперь у вас.
- Набор воина. Изначальный владелец этого бесценного набора был зверски убит. Убийцы разобрали его вещи, но все, кому они достались, в скором времени умерли ужасной смертью. Каждый предмет — просто королевский подарок для любого воина, но захотите ли вы тянуть судьбу за хвост, рискуя навлечь на себя проклятие убитого?

### Наследие
Это дополнение стало первым сюжетным DLC для Dragon Age II и успело вызвать немало споров среди фанатов до своего выхода. Разработчики же заверяют, что при создании «Наследия» прислушивались к отзывам об игре и постарались внести необходимые изменения.
Картель бандитов охотится за «кровью Хоуков». Чтобы прекратить их атаки вам предстоит отправиться за пределы Киркволла для исследования древней тюрьмы, построенной Серыми Стражами. Встреча лицом к лицу с древним ужасом откроет вам жестокую правду о происхождении Хоуков.
- Несколько часов приключений в совершенно новых местностях.
- Новых врагов, в том числе — генлоков, бронто и эпическую битву с боссом.
- Мощное оружие для разных классов, которое вы можете улучшать на своё усмотрение.

### Набор предметов № 2
- Набор для мага. Когда рассказывают истории о величайших магах, всегда упоминают Алденона Мудрого. Загадочные артефакты Алденона получит лишь тот, кто достоин его наследия. Дело за вами. Этот набор предметов включает в себя новые доспехи, оружие и прочие принадлежности для мага Хоука и других магов в отряде.
- Набор для разбойника. Логэйн, до того как стать генералом, был отъявленным бандитом. Да и Дункан был ничуть не лучше до вступления в орден Стражей. Теперь их реликвии могут стать вашими! Этот набор предметов включает в себя новые доспехи, оружие и прочие принадлежности для разбойника Хоука и других разбойников в отряде.
- Набор для воина. И у ледяных пиков Морозных гор, и в мрачных чащах Диких земель Коркари живут племена ферелденских варваров. Они сражались с империями, бились в священных войнах, боролись с Морами. Внутри спрятано лучшее оружие и доспехи их доблестных героев. Пусть их мощь поможет вам вершить свою судьбу в Киркволле! Этот набор предметов включает в себя новые доспехи, оружие и прочие принадлежности для воина Хоука и других воинов в отряде.

### Клеймо убийцы
Это дополнение стало вторым и последним сюжетным DLC для Dragon Age II после «Наследия». Это дополнение имеет элементы стелс-прохождения. К Хоуку присоединяется эльфийка Таллис. Действие впервые происходит в Орлее, в замке и его окрестностях, принадлежащих знатному герцогу Просперу.
При оглашении результатов первого квартала 2011 финансового года представителями Electronic Arts сообщено, что с момента поступления игры в продажу было продано более 2 млн копий.

## Критика
| Сводный рейтинг       | Сводный рейтинг                        |
| Агрегатор             | Оценка                                 |
| --------------------- | -------------------------------------- |
| GameRankings          | PS3: 80,37 % ПК: 78,68 % X360: 77,86 % |
| Иноязычные издания    |                                        |
| Издание               | Оценка                                 |
| Eurogamer             | 8,0/10                                 |
| Game Informer         | 7,75/10                                |
| GameSpot              | 8,0/10                                 |
| GameTrailers          | 9,2/10                                 |
| IGN                   | 8,5/10                                 |
| PC Gamer (UK)         | 94 %                                   |
| Русскоязычные издания |                                        |
| Издание               | Оценка                                 |
| Absolute Games        | 90 %                                   |
| PlayGround.ru         | 6,6/10                                 |
| «Домашний ПК»         | [ 17 ]                                 |
| «Страна игр»          | 8,5/10                                 |
| C.O.R.E.              | 6,5/10                                 |
| ITC.ua                | 4/5                                    |

| Сводный рейтинг | Сводный рейтинг |
| Агрегатор       | Оценка          |
| --------------- | --------------- |
| GameRankings    | 66,94 %         |

Компьютерными изданиями игра была принята преимущественно положительно. Критики отмечали динамичность игрового процесса и отличный сюжет. При этом в минусы ставилось однообразие многих локаций, урезанные возможности по экипировке; также были замечания по некоторым недостаткам игрового процесса. Тем не менее, ряд российских изданий и рецензентов отмечают, что игра значительно ниже уровня Bioware, заметив ощутимый регресс по сравнению с Dragon Age: Origins во всех аспектах, начиная с сюжета и заканчивая неудачной реализацией диалоговой системы. Также разочарованной оказалась реакция значительной части игроков, которые обрушились на игру с волной критики, выразившейся в низких оценках. Так же сами издания, поставившие, по мнению игроков, незаслуженно высокие оценки, были обвинены их читателями в защите интересов издателей, предвзятости и ангажированности. Часть критических высказываний была связана с наличием в игре откровенно гомосексуальных сцен, а также наличием преимущественно персонажей нетрадиционной сексуальной ориентации.
По результатам ежегодного опроса читателей российского портала AG.ru, игра заняла шестое место в номинации «Лучшая RPG» и первое — в номинации «Неоправданные ожидания», опередив Duke Nukem Forever.

## Продолжение
В 2011 году стало известно о продолжении серии. В 2012 году была официально анонсирована третья часть Dragon Age. В 2013 году появились новые подробности насчёт продолжения серии. Осенью 2014 года вышла Dragon Age: Inquisition.